# Ryan Key
Ryan Key, né le 17 décembre 1979, est le chanteur et le guitariste du groupe pop punk Yellowcard.

## Enfance
Né William Ryan Key, il passa son enfance à Jacksonville en Floride et commença à jouer du piano à  9 ans et de la guitare à 13. Il alla au lycée à Jacksonville avant de se rendre à l'École d'Arts Douglas Anderson, d'où il eut son diplôme. Puis il s'inscrit à l'université de l'État de Floride mais abandonna. À ce moment-là, il chantait dans un groupe de Jacksonville appelé Modern Amusement (qui se sépara en 1998). Il déménagea ensuite à Santa Cruz en Californie avec Dan McLintock d'Inspection 12 pour rejoindre les Craig's Brother mais rentra à Jacksonville après moins d'un an.

## Musique et carrière
Des amis de lycée de Ryan avaient formé le groupe Yellowcard, et lorsque le chanteur Ben Dobson partit, Ryan Key fut invité par le guitariste Ben Harper à les rejoindre. Key convainquît le reste du groupe de s'installer à Ventura County en Californie.
Avec Ryan au chant et à la guitare, le produit les albums One for the Kids, The Underdog EP et Ocean Avenue, après lequel Ben Harper qui avait recruté Key, partit. Inspiré par la vie à Los Angeles, le groupe enregistra Lights and Sounds.
Key est présent dans de nombreux clips comme "Powder", "Way Away," "Ocean Avenue," "Only One," "Lights and Sounds," "Rough Landing, Holly," et plus récemment, "Light Up the Sky". Il est connu pour courir dans ses clips, comme dans "Ocean Avenue" et "Rough Landing, Holly"
Il chante un duo avec la chanteuse des Dixie Chicks, Natalie Maines dans la chanson "How I Go."

## En dehors de Yellowcard
En août 2006, Ryan Key a été aperçu à un concert de Metal Skool avec Kelly Clarkson. Ils ont été invités sur la scène et ont chanté "Sweet Child Of Mine." D'où les rumeurs de Ryan et Kelly sortant ensemble.
Key a tourné un épisode pour la série de MTV, Made. Il était le coach Made pour deux étudiants. Le but était de les rendre chanteurs et qu'ils fassent leur propre groupe pour pouvoir concourir la "Bataille des Groupes" organisée par leur lycée.
Key fera une apparition dans le prochain film de J. J. Abrams, "Cloverfield". Il tiendra le rôle d'un barman dans une soirée. (Source: Teaser Trailer).
Le 12 août 2024, une chanson de Ryan Key et Taboo (des Black Eyed Peas), "Gotta Get It Now!", a été mise en téléchargement sur le net.

## Vie privée
Il se marie en 2013 avec Alyona Alekhina dans l'unité de soins intensifs de l'hôpital où elle est soignée après un grave accident. Le couple divorce par la suite.